# Michael Podzus
Michael Podzus (* 3. Juli 1959) ist ein Brigadegeneral a. D. des Heeres der Bundeswehr. In seiner letzten Verwendung war er stellvertretender Kommandeur und Kommandeur Divisionstruppen der 10. Panzerdivision in Veitshöchheim.

## Leben

### Ausbildung und erste Verwendungen
Podzus trat 1978 in die Bundeswehr ein und absolvierte als Offizieranwärter die Offizierausbildung der Artillerietruppe (Bundeswehr) zum Offizier des Truppendienstes. Von 1979 bis 1983 studierte Podzus Wirtschafts- und Organisationswissenschaften an der Hochschule der Bundeswehr Hamburg. Es folgten erste Verwendungen ab 1984 als Zugführer und S-2-Offizier im Raketenartilleriebataillon 12 in Nienburg/Weser und ab 1988 als Batteriechef im Panzerartilleriebataillon 35 in Neustadt am Rübenberge. Anschließend absolvierte Podzus, zusammen mit dem späteren Generalinspekteur der Bundeswehr Eberhard Zorn, den 34. Generalstabslehrgang Heer an der Führungsakademie der Bundeswehr in Hamburg von 1991 bis 1993, wo er zum Offizier im Generalstabsdienst ausgebildet wurde.

### Dienst als Stabsoffizier
Von Oktober 1993 bis 1995 war Podzus als Stabsoffizier für Militärisches Nachrichtenwesen (G 2) Plans im V. (US/DE) Korps in Frankfurt am Main eingesetzt. Es folgte der Besuch der Spanischen Generalstabsausbildung in Madrid in den Jahren 1995 und 1996. Danach wurde Podzus G 3 der Panzergrenadierbrigade 1 in Hildesheim, bevor er 1998 das Kommando über das Panzerartilleriebataillon 415 in Eggesin übernahm. Von 2000 bis 2004 war Podzus Referent im Referat III 1 im Führungsstab des Heeres im Bundesministerium der Verteidigung. 2004 wurde er erneut G 3, diesmal auf Divisionsebene bei der 1. Panzerdivision in Hannover. Anschließend kehrte er 2006 als Referatsleiter des Referats III 2 im Führungsstab der Streitkräfte in das Bundesministerium der Verteidigung zurück. Nach dieser Verwendung besuchte Podzus den Senior Course am NATO Defense College in Rom und wurde 2010 Chef des Stabes der 1. Panzerdivision und im Oktober 2012 wurde er Abteilungsleiter im Einsatzführungskommando der Bundeswehr in Schwielowsee bei Potsdam. Im März 2013 war Podzus als Verbindungsoffizier zum Bundespräsidenten in Berlin tätig.

### Dienst als General
Im Oktober 2016 übernahm Podzus, der bereits zum  Brigadegeneral ernannt worden war, von seinem Vorgänger Andreas Hannemann den Dienstposten des stellvertretenden Kommandeurs und Kommandeurs Divisionstruppen der 10. Panzerdivision.  Als Kommandeur Divisionstruppen führt der Artillerist Podzus unter anderem das Artilleriebataillon 131 in Weiden in der Oberpfalz und das Artillerielehrbataillon 345 in Idar-Oberstein. Zudem ist er Standortältester des Standortes Veitshöchheim. Im Rahmen eines feierlichen Appells wurde er am 5. September 2024 in den Ruhestand versetzt.

### Auslandseinsätze
Podzus nahm an fünf Auslandseinsätzen der Bundeswehr teil:
- 2000: SFOR in Fillipovici (Bosnien und Herzegowina)
- 2004/2005: Chef des Stabes Multinationale Brigade Südwest KFOR, Prizren, Kosovo
- 2010: Chef des Cabinet des Kommandeurs KFOR, Pristina, Kosovo
- 2011/12: Führer Operational Mentoring and Liaison Team (OMLT) und Senior Mentor des Kommandierenden Generals des 209. Korps der Afghanischen Nationalarmee (ANA), ISAF, Afghanistan
- 06/2015 – 08/2016: Hauptquartier Resolute Support, Afghanistan, Beratung des afghanischen Verteidigungs- und Innenministeriums in Fragen des Personalmanagements und der Ausbildung